# Maritzka van der Linden

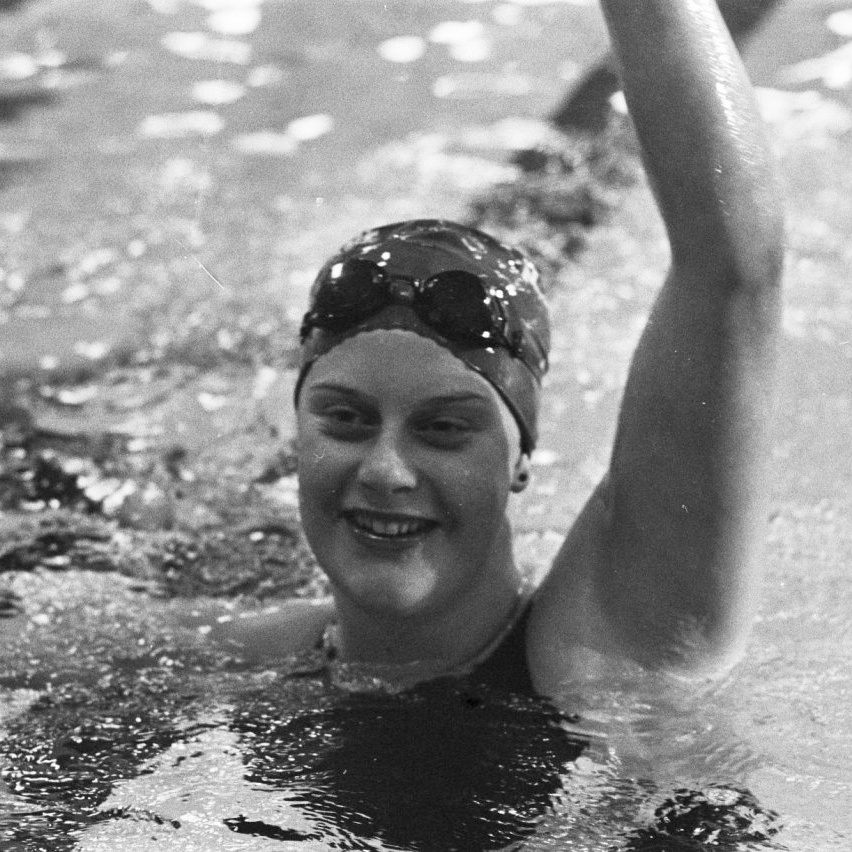
Maritzka van der Linden (1978)

Helena Maria (Maritzka) van der Linden (Rotterdam, 17 maart 1962) is een Nederlands voormalig zwemster.
Van der Linden nam in 1976 deel aan de Olympische Zomerspelen in Montreal; ze strandde in de series van de 100 meter schoolslag. Daarnaast werd ze in 1978 tijdens de wereldkampioenschappen vijfde op de 4x100m wisselslag. Ze woonde samen met Gerrie Slot.